# Platylomalus varionotus
Platylomalus varionotus är en skalbaggsart som beskrevs av Vienna 1983. Platylomalus varionotus ingår i släktet Platylomalus och familjen stumpbaggar. Inga underarter finns listade i Catalogue of Life.